# 头孢替唑
头孢替唑（英语：Ceftezole或Ceftezol）是一种半合成的第一代头孢菌素抗生素。
头孢替唑与细菌细胞壁内膜上的青霉素结合蛋白（PBP）结合并使其失活。PBP是参与细菌细胞壁组装的最终阶段以及在生长和分裂过程中重塑细胞壁的酶。PBP的失活会干扰细菌细胞壁强度和刚性所必需的肽聚糖链细菌细胞壁的交联。这会导致细菌细胞壁减弱并导致细胞溶解。
头孢替唑具有(1,3,4-噻二唑-2-基硫基)甲基和[2-(1H-四唑-1-基)乙酰氨基侧基，分别位于3位和7位。它是一种头孢菌素，属于噻二唑类药物。